# Chrysoblastella chilensis
Chrysoblastella chilensis é uma espécie de planta do gênero Chrysoblastella e da família Ditrichaceae. As espécies ocorrem normalmente em habitat terrícolas, apresentam a forma vida tufos espaços ou não. O gametófito se distingue pelo aspecto túmido dos filídios e pelas seguintes características: filídio periquecial mais longos exteriormente; cápsula lisa mais ou menos ereta; células do exotécio com paredes finas; ânulo com camada de pequenas células, tardiamente decíduo; presença de prostoma; peristômio com dentes papilosos e espiculosos s vezes conados no ápice. E, esporos grandes. Foram empregadas em muitas classificações até ser finalmente considerada como uma espécie distinta, o que pode ter mascarado os dados de sua distribuição. É, uma planta mediana, terrícola, que cresce em tufos amarelados. Dióica e acrocárpica.

## Taxonomia
Os seguintes sinônimos já foram catalogados:  
- Trichostomum chilense  Mont.
- Trichostomum chilensis  Mont.

## Forma de vida
É uma espécie terrícola e presente em tufos.

## Descrição
Plantas acrocárpicas, medianas verdes escuras; caulídios castanhos, eretos, ramificados com poucas inovações; rizóides curtos, castanhos amarelados. Filídios túmidos,  flexuosos lanceolados, na base ovado-lanceolados; margem basal plana inteira, margem mediana quilhada; ápice acuminado crenulado; face apical e mediana  do filídio em corte transversal presença de lâmina biestratificada formada por células isodiamétricas, quadradas obscuras, com lamelas protuberantes na superfície dorsal e ventral do filídio. Células da lâmina medianas linear-retangulares a fusiformes, paredes frouxas; células lâmina basal retangulares alongadas; costa percurrente. Seção transversal dos filídios células guia, parenquimáticas, estereídes na face  abaxial e adaxial, células epidérmicas com lamelas,  Filídios periqueciais mais longos. Dióicas. Esporófitos. Seta longa, hipófise dilatada curvada; ânulos com camada de pequenas células tardio decíduas; próstoma presente; caliptra lisa mitrada; opérculo cônico oblíquo alongado apículo cuspidado; cápsula estegocárpica cilíndrica lisa, ou sulcada quando desidratada, alongada subereta assimétrica; Peristômio haplolépideo com curta membrana basal irregular que suporta 16 dentes amarelos avermelhados papilosos, conados por três trabéculas articuladas aneladas na fase mediana e distal dos dentes. Esporos grandes, lisos.

## Conservação
A espécie faz parte da Lista Vermelha das espécies ameaçadas do estado do Espírito Santo, no sudeste do Brasil. A lista foi publicada em 13 de junho de 2005 por intermédio do decreto estadual nº 1.499-R.

## Distribuição
A espécie é encontrada nos estados brasileiros de Espírito Santo, Minas Gerais e Rio de Janeiro.
Em termos ecológicos, é encontrada no domínio fitogeográfico de Mata Atlântica, em regiões com vegetação de campos de altitude.